# Norddeutscher Beobachter
Der Norddeutsche Beobachter war laut seinem Untertitel ein „[...] anerkanntes Wochenblatt der Nationalsozialistischen Deutschen Arbeiter-Partei“ (NSDAP) zur Zeit der Weimarer Republik. Die NS-Zeitschrift war von Gustav Seifert, dem Gründer der NSDAP-Ortsgruppe Hannover, gegründet worden und erschien in den Jahren von 1924 bis 1926, anfangs auch als Tageszeitung. Das in Greifswald durch die Vorpommersche Buch- und Kunstdruckerei gedruckte Blatt trug nacheinander folgende Titel-Zusätze:
- Völkische Zeitung für alle schaffenden Stände;
- Organ für die amtlichen Beobachtungen der nationalsozialistischen Deutschen Arbeiterpartei, sowie
- Pflichtorgan für den Gau Pommern der Nationalsozialistischen Deutschen Arbeiterpartei.[1]

Zu den Beilagen zählten die anfangs bei Adler in Greifswald produzierten Titel wie Unterhaltungsbeilage, Heer und Flotte, Woche im Bild, Haus und Hof, Unterhaltung und Wissen sowie Völkische Bauernschaft. Auch die in den Jahren von 1925 bis 1926 für einen eingeschränkten Personenkreis produzierte Zeitung Der nationale Sozialist lag dem Norddeutschen Beobachter zeitweilig bei.
Eine Fortsetzung erfuhr der Norddeutsche Beobachter in dem Blatt Der nationale Sozialist für Norddeutschland.